# Bernat de Travesseres
Bernat de Travesseres (Travesseres, Lles de Cerdanya, Baixa Cerdanya - la Seu d'Urgell, ca. 1260) va ser un frare dominic. És venerat com a beat, tot i no haver estat oficialment beatificat.

## Biografia
Nascut al castell de Travesseres, va fer-se dominic, prenent l'hàbit al convent de Tolosa. Va predicar al sud de França a l'època de la croada contra els albigesos. Fou nomenat inquisidor, lluitant activament contra l'heretgia, participant en processos i condemnes contra els càtars. Per això, va morir màrtir, en circumstàncies poc clares, sembla que apunyalat i esquarterat per un grup d'heretges cap al 1260.

## Veneració
Va ser enterrat a la catedral de la Seu d'Urgell, primer a la sagristia i després en un sumptuós sepulcre, desaparegut, rere el retaule de Sant Ermengol, i venerat com a sant a la comarca. El seu sarcòfag de fusta, pintat pel Mestre d'Estamariu és una peça important de la pintura gòtica de la zona; es conserva al Museu Diocesà d'Urgell.